# 豺狼座2
豺狼座2，又名CD-2911630，HD 135758、SAO 183346、HR 5686，是豺狼座的一颗恒星，视星等为4.34，位于銀經336.96，銀緯22.88，其B1900.0坐标为赤經15h 11m 44.6s，赤緯-29° 22.88′ 51″。